# Bandar-e Torkaman
Bandar-e Torkaman (do 1979 Bandar-e Szah) – miasto w północnym Iranie, we wschodniej części depresyjnej Niziny Południowokaspijskiej, nad zatoką Gorgan (Morze Kaspijskie), w ostanie Golestan.
W 2016 miejscowość liczyła 53 970 mieszkańców. Dla porównania, w 2011 było ich 48 736, w 2006 – 45 249, w 1996 – 38 782, a w 1966 – około 13 tys. W mieście znajduje się północne zakończenie Kolei Transirańskiej.